# Ondine (Q121)
Pour les articles homonymes, voir Ondine.
L'Ondine (Q121) était un sous-marin de la Marine nationale française de l'entre-deux-guerres, navire de tête de la classe Ondine. Construit entre 1923 et 1925 au Havre, il est entré en service en 1928 et a été perdu en mer la même année, lors d'un abordage accidentel avec un navire civil.